# ژان بودریار
ژان بودریار (به فرانسوی: Jean Baudrillard)‏ (۲۷ ژوئیه ۱۹۲۹–۶ مارس ۲۰۰۷ میلادی) جامعه‌شناس، فیلسوف و نظریه‌پرداز پسامدرنیته و پساساختارگرایی است.
ژان بودریار معروفترین و جنجالی‌ترین نظریه‌پرداز پسامدرنیته است. او استدلال می‌کند که جوامع پسامدرن از تکنولوژی‌های اطلاعاتی و ارتباطاتی اشباع شده و به عصر وانمایی (شبیه‌سازی) وارد شده‌اند. به نظر بودریار، طلیعهٔ فرهنگ‌های مصرفی اساساً مرزبندی‌های معمول بین هنر والا و هنر نازل، امور عمیق و امور سطحی، فرهنگ و کالا، دال و مدلول و نفس ایدهٔ نیازهای انسانی را برای برآورده ساختنِ آن‌ها در ورطهٔ تردید افکنده‌است. او از طریق تحلیلی که رویکرد پساصنعتی آشکارترین به خود گرفته‌است، استدلال می‌کند که روابط واقعی تولید و مصرف، جای خود را به یک نظام نشانه‌ای داده‌اند.

## نظریات و شهرت
بودریار به واسطه ایده‌هایی همچون وانموده (simulation) و ابرواقعیت یا واقعیت حاد (hyper-reality) شهرت یافت.
به باور بودریار در دوران مدرن، هنر، واقعیت را بازنمایی می‌کرد. اما در دوران پست مدرن، این رابطه به هم ریخته و مرز واقعیت و بازنمایی (Representation) از بین رفته و گاهی رابطهٔ آن دو برعکس شده و واقعیت تقلیدی از بازنمایی گشته‌است؛ و بازنمایی‌ها به جای بازنمایی از واقعیت، از همدیگر تقلید می‌کنند و به یکدیگر ارجاع می‌دهند. بودریار این شبکهٔ بافته شده از بازنمایی‌های رسانه‌ها را ابرواقعیت می‌نامد.
بودریار را به واسطه ملاحظه عجیبی که در سال ۱۹۹۱ در مورد جنگ خلیج فارس ارائه کرد نیز می‌شناسند. او گفت:
جنگ خلیج فارس رخ نداد
با ساخته شدن فیلم ماتریکس که سازندگانش بودریار را یکی از سرنخ‌های فکری فیلم معرفی کردند و با مباحثی که دربارهٔ جنگ خلیج فارس درگرفت نام او بیش از پیش مطرح شد. با وجود این، بودریار چندان به سینما باور نداشت و آن را قسمی از حادواقعیت (هایپررئالیته) می‌نامید. نمونه‌ای از این رویکرد را می‌توان در دیدگاه او دربارهٔ فیلم اینک آخرالزمان مشاهده کرد.
بودریار برای نخستین بار در تاریخ گفت که انسان‌ها دیگر در زندگی خودشان هم دخالتی نمی‌کنند. در مقاله‌ای که با عنوان «بعد از خوشگذرانی چه کار می‌کنی؟» منتشر کرد به این مطلب اشاره می‌کند که چگونه نیروهای آزادشده مدرنیسم (یعنی آزادی جنسی و نژادی، آزادی بیان و الغای امتیازات طبقاتی) به تدریج در پیوند با یکدیگر «جامعه نمایشی» را ساخته‌اند و در این جامعه به ضد آن چیزی که در اصل انتظار می‌رفت بدل شده‌اند.
بودریار معتقد است جهان پسامدرن جهان وانموده است و به همین دلیل دیزنی لند و تلویزیون واقعیت‌های آمریکا را تشکیل می‌دهند. از نظر بودریار ما وارد جهان فراواقعی شده‌ایم. به عبارت دیگر، واقعیت تولید می‌شود، ولی از قدرت ما خارج است. بودریار حتی مقاله‌ای راجع به جنگ خلیج فارس در اوایل دههٔ ۱۹۹۰ نوشت و اشاره کرد که این جنگ، کاملاً ساخته و پرداختهٔ رسانهها بود و آن‌ها چنین جنگی را برای ما تصویر کردند. آنچه که ما از واقعیت و جهان واقعی می‌بینیم در واقع تصویری است که به ما نشان داده می‌شود. رسانه به صورت دریچه نگاه ما به جهان عمل می‌کنند. حتی وقتی که در صدد مخالفت با این نظام سرمایه‌داری پیشرفته باشیم بلافاصله به بخشی از آن تبدیل می‌شویم. از نظر بودریار پیروی عقل ابزاری بر شیوه‌های زندگی بشری موجب انحلال سوژهٔ اجتماعی و خصوصی شدن بُعد سیاسی شده‌است. این انحلال که همراه با انحلال کامل سوژهٔ هگلی به دنبال نقد نیچه‌ای از متافیزیک است، متفکران پسامدرن را به سوی نوعی نسبی‌گرایی فرهنگی سوق می‌دهد که همراه با پلورالیسمی افسون‌زدا سقوط ایدئولوژیها و نگرش‌های سهوگرایانه را فراهم می‌آورد.

## نظریه‌های بودریار دربارهٔ تروریسم

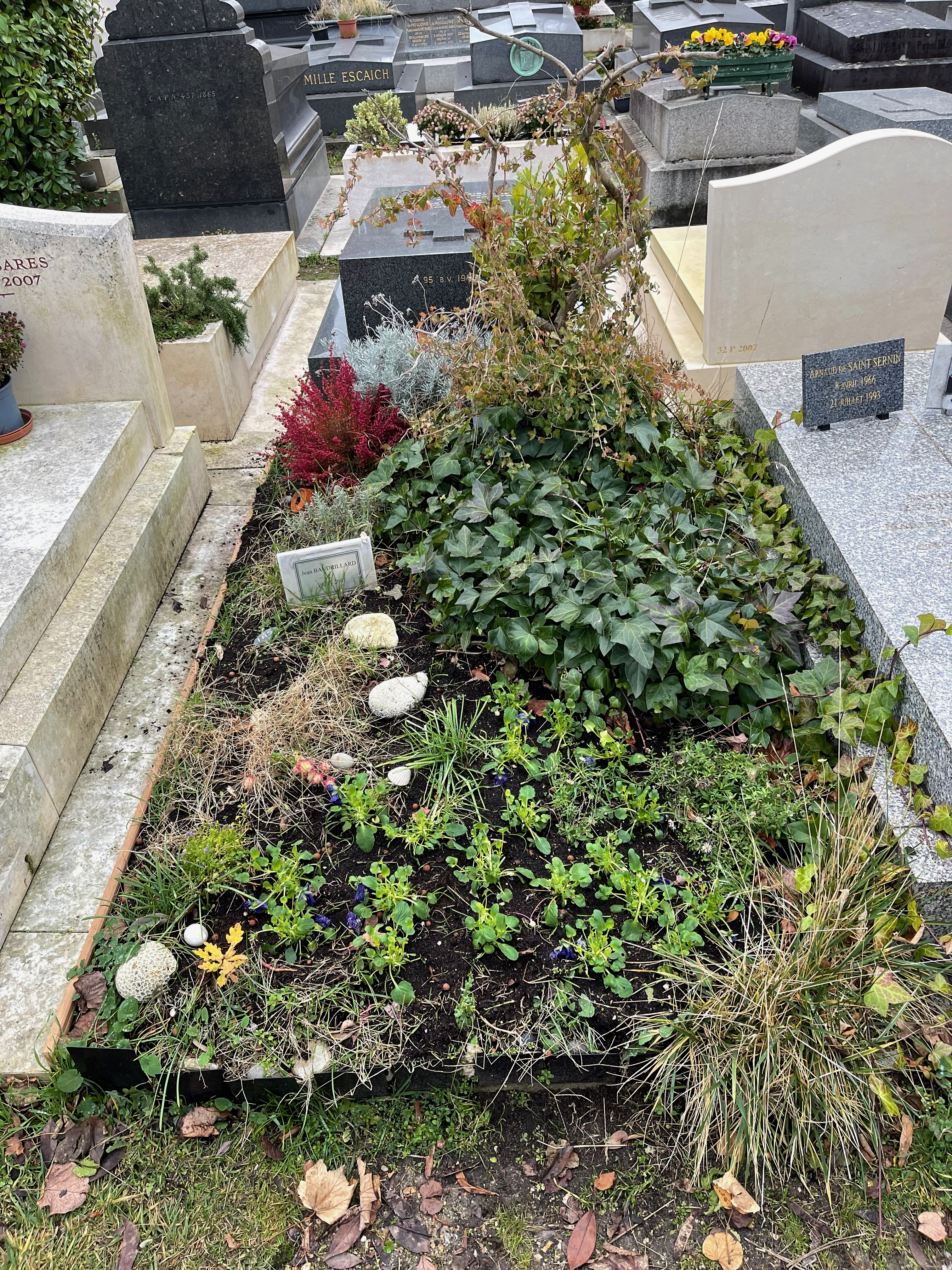
قبر ژان بودریار با گل‌ها و درختان انگور کاشته شده روی آن - گورستان مونپارناس، پاریس، فرانسه.

همچنین بودریار در زمان وقوع حملات ۱۱ سپتامبر با مقالهٔ «روح تروریسم: یادبود برج‌های دوقلو» این واقعه را از نگاه خود واکاوید که واکنش‌ها و انتقادات فراوانی برانگیخت.
بودریار معتقد است که تروریسم در جامعه‌ای جهانی که مبتنی بر پیش‌فرض نادرست چیرگی خیر بر شر است، اجتناب ناپذیر خواهد بود؛ همان پیش‌فرضی که از جانب آمریکا تقویت می‌شود.